# Albania (1929)
Albania, albansk tidning för politik och samhälle samt kultur och litteratur, aktiv åren 1929-1932 samt 1933-1940. Tidningen blev grundad av italoalbaner (arberesjer) samt albaner från Balkan, vilka var immigranter i USA. Första nummer utkom den 26 januari 1929 i New York. Den utkom inledningsvis varannan vecka, sedan en gång i månaden och ibland mer sällan. Den utkom även på tre språk: albanska (arberesjiska), engelska och italienska. Tidningen gav ut information av intresse för både italoalbaner och albaner från Balkan, vilket förde båda grupperna närmare varandra som en invandrargemenskap i USA.